# Новгородско-ливонская война (1443—1448)
Новгородско-ливонская война 1443—1448 годов — вооружённый конфликт между Ливонским орденом (поддержанным его сюзереном Тевтонским орденом) и Новгородской республикой.

## Причины
Поводом к войне послужили пленение и убийство переводчика графа Герхарда фон Клеве Германа Кокена в Ямгороде, у которого тогда существовали серьёзные трения с Нарвой, входившей в состав Ливонского ордена. Конфликты между русскими и ливонскими торговыми городами были не редкостью, хотя власти Новгородской республики, во владениях которого находился Ямгород, заинтересованные в поддержании международного товарообмена, в целом старались избегать насилия.
В поисках правосудия граф обратился к ливонскому магистру Финке фон Овербергу и просил его взыскать с Новгорода пеню за причинённый ему урон, а до того арестовать всех приехавших в Ливонию новгородских купцов. Магистр, равно как и власти ливонских городов и рижский архиепископ Шарфенберг, чтобы не спровоцировать нападение русских на Ливонию, отказались это сделать. Тогда оскорблённый аристократ приказал в начале 1440 года арестовать товары ливонских купцов, находившихся в его владениях. Магистр вынужден был дать обещание поднять этот вопрос во время переговоров с новгородцами, но к радикальным мерам всё же не прибегнул. Осторожность магистра несложно понять, если иметь в виду тяжёлое состояние ордена, в 1435 году претерпевшего сокрушительный разгром в битве с литовцами на реке Свента и ослабленного затяжной внутренней борьбой «вестфальцев» и «рейнцев». Он и ливонские города решили предпринять «три мирные попытки», которые не увенчались успехом. Тем временем, Финке фон Оверберг запретил вывоз зерна в Новгород, где в это время царил неурожай. В итоге, между обеими сторонами начались военные действия.
Исследователи в разное время также рассматривали политические, экономические и конфессиональные (связанные с Ферраро-Флорентийской унией) факторы начала войны.

## Характерные черты
- Военные действия велись не на псковской границе, а вблизи Нарвы.
- Торговые интересы в войне откровенно преобладали над политическими, что роднит её с будущими «торговыми войнами».
- Войну сопровождала сложная дипломатическая игра, в которой участвовали герцогство Пруссия, королевство Польша, Литва, Ганза и Дания.
- В ходе войны руководством Ливонского ордена в лице магистра Финке фон Оверберга (1439—1450) была реанимирована и использована в качестве идеологической посылки идея «священной войны» времён крестовых походов.
- Применение противниками наёмников и артиллерии придаёт войне сходство с вооружёнными конфликтами Нового времени.

## Ход войны
Осенью 1443 года ливонские крестоносцы с гольштинскими и шведскими наёмниками напали на предместья города Ям и разорили его окрестности. Финке фон Оверберг заявлял, что нападение произошло без его приказа, но новгородцы ему не поверили. В ответ новгородская рать во главе с князем Иваном Бельским совершила поход на ливонские владения за реку Нарову. Новгородцы разорили и выжгли окрестности Нарвы (Ругодива), по берегам Наровы до Чудского озера.
Генрих Финке фон Оверберг с орденским войском зимой 1444/1445 годов совершил новый поход на новгородские пограничные владения. Ливонская армия осадила Ям, обороной которого руководил суздальский князь Василий Юрьевич Шуйский, и подвергла город обстрелу из пушек. Магистр простоял под Ямом пять дней, но так и не смог взять город штурмом. Однако крестоносцы опустошили и разорили Вотскую область, по рекам Ижора и Нева. Новгородцы собрали ополчение и совершили новый поход за Нарову, но из-за конского падежа вынуждены были вернуться. 
После этого обе стороны заключили двухлетнее перемирие, во время которого ливонцы привлекли на свою сторону Швецию и братьев Тевтонского ордена в Пруссии.
В 1447 году военные действия возобновились. В июле новгородцы под командованием князя Александра Чарторыйского в морском сражении в устье Наровы разбили идущее на помощь Финке Овербергу подкрепление. После ухода новгородского войска ливонский магистр всё же предпринял ещё одну попытку осадить и взять Ям. Сражение, согласно ливонским источникам, длилось 13 дней и завершилось победой новгородцев, пришедших со своей артиллерией на подмогу осаждённым. Ливонские войска отступили, понеся большие потери, однако успели разграбить многие деревни. Зимой 1447/48 годов люди князя Александра Чарторыйского предприняли удачный рейд за Нарову, «землю повоеваша, и села пожгоша».

## Заключение мира
В мае 1448 года под давлением ливонских городов, заинтересованных в возобновлении торговли с Новгородом, Финке фон Оверберг заключил с новгородцами мирный договор сроком на 25 лет. Он не привнёс ничего нового и во многом повторял новгородско-ливонский договор 1421 года.